# Weesbek

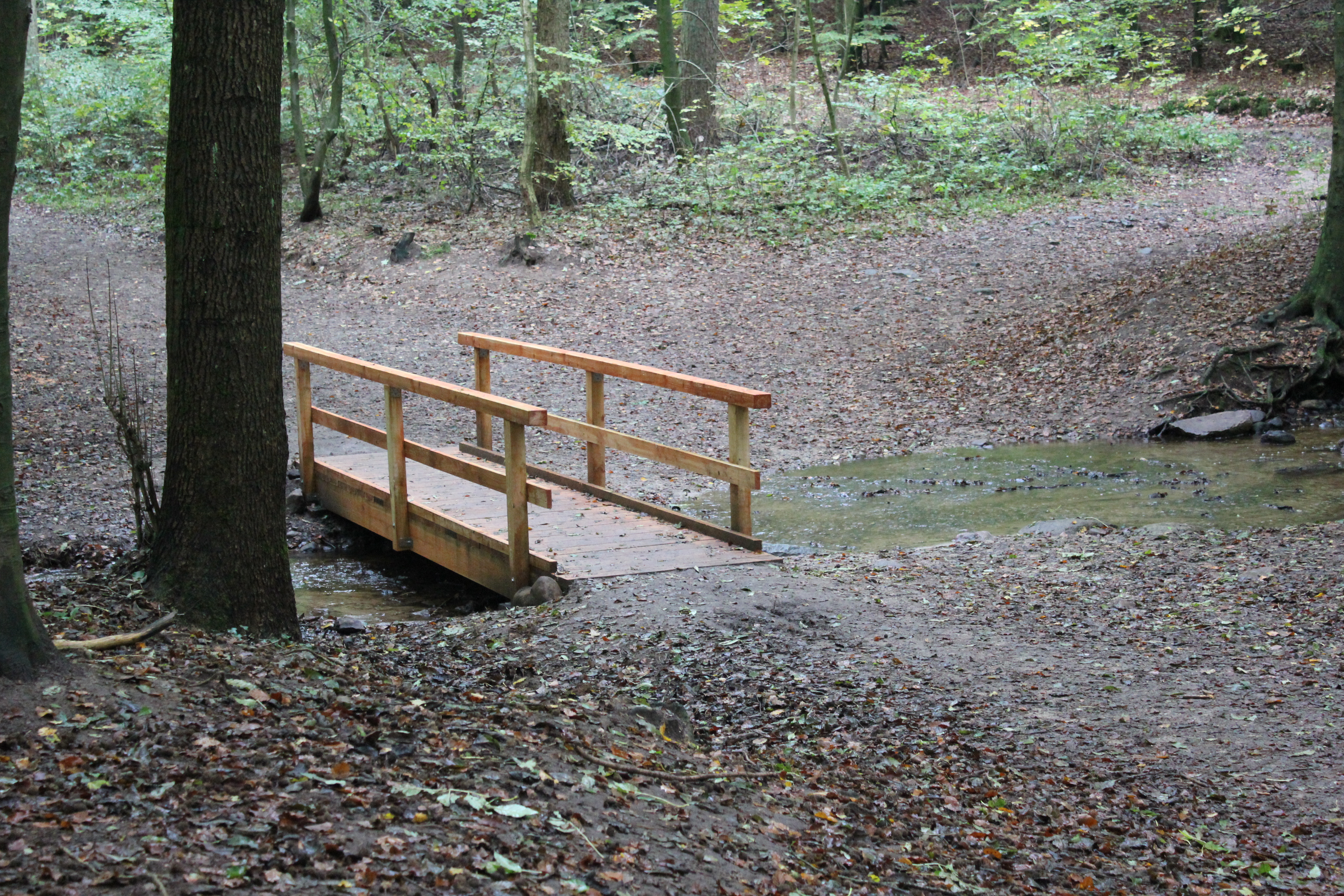
Die alte Furt der Weesbek im Tremmeruper Wald

Weesbek (dänisch: Ves Bæk) ist ein Bach beim Glücksburger Ortsteil Meierwik.

## Hintergrund
Der ungefähr 1,2 Kilometer lange Bach entspringt offensichtlich am Waldrand des Tremmeruper Waldes nahe der Ortsgrenze von Wees, nördlich von Blocksberg. Er verläuft von dort zunächst in Richtung Nordwesten. Inmitten des Waldes Kreuzt ein Waldweg den Bach. Die dortige Furt im Wald wurde wahrscheinlich schon im Mittelalter von den Glücksburger Mönchen überquert. Heute befindet sich dort eine Brücke. Ein Neubau dieser Brücke fand 2011 statt. Von dort fließt der Bach weiter nach Norden bis zum Waldrand bei Meierwik. Dort mündet der Bach Weesbek in der Mühlenbek.